# 디닉티스
디닉티스(Dinictis)는 님라부스과에 속하는 멸종된 속으로, 신생대 에오세 ~ 올리고세 기간 동안 북아메리카에 서식했다. 고생물학자 조지프 레이디가 디닉티스의 학명을 명명하고 님라비드과로 분류했으며, 모식종은 디닉티스 펠리나(Dinictis felina)이다.

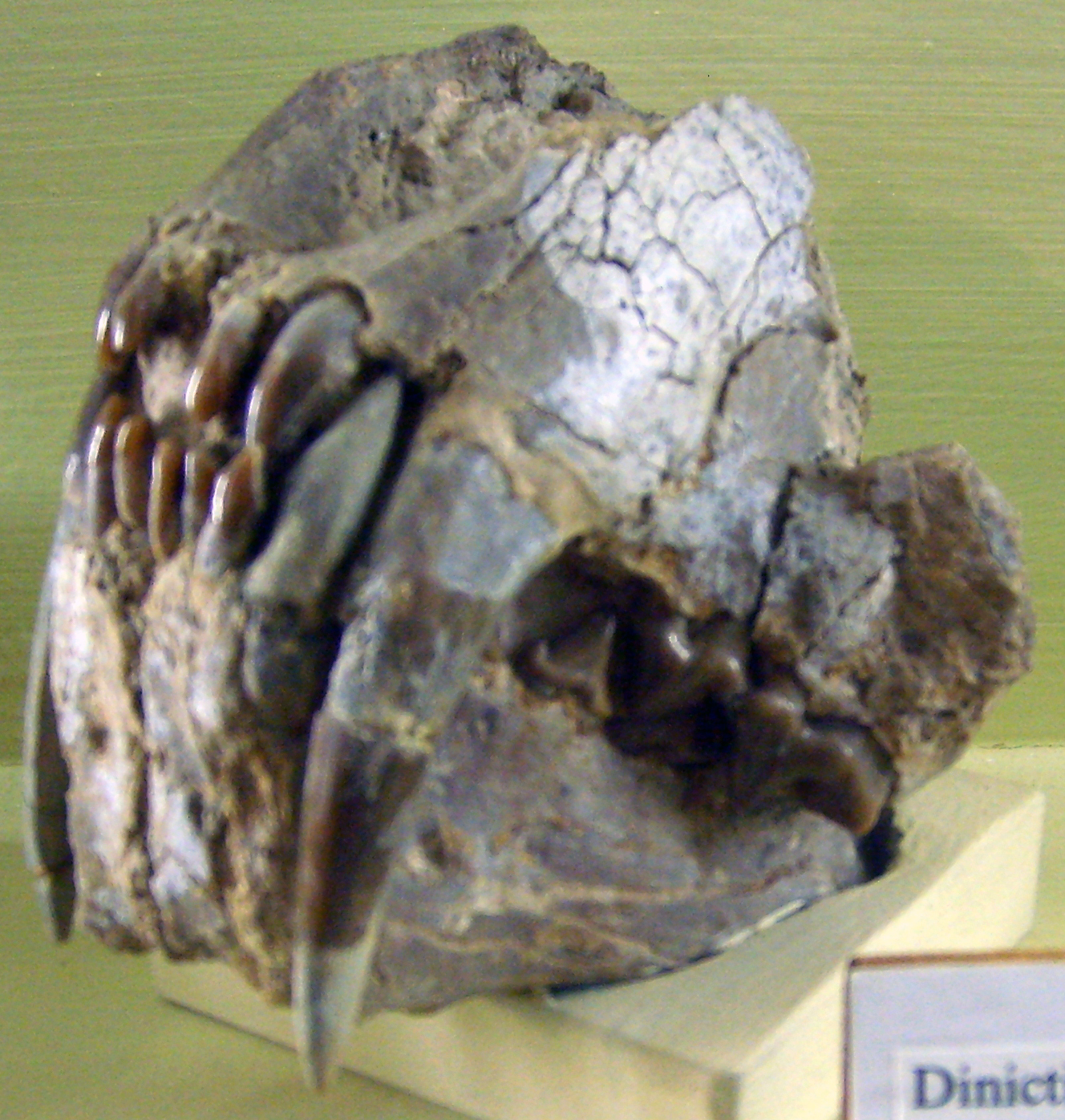
디닉티스의 엄니.

체구는 현생 스라소니에서 퓨마 정도였으며, 먹이사슬의 상위를 차지했던 포식자로 보인다. 미국 로스앤젤레스 자연사 박물관에는 아프게로테리움을 사냥하는 디닉티스 골격이 전시되어 있다.